# Александър Котов
Александър Александрович Котов е руски гросмайстор и автор на шахматна литература. Шампион на Съветския съюз и на два пъти кандидат за световната титла. Заема високи постове в Съветската шахматна федерация и пише повечето от книгите си по време на Студената война между СССР и САЩ. Поради тази причина, неговите писмени работи се отнасят твърде критично към американските шахматисти. Руските шахматисти, от друга страна са представени и описвани в особено ласкава светлина. Въпреки това, книгите на Котов са проницателни и информативни, и са написани с подходящ стил. Ето защо, те са много популярни сред шахматистите от широк кръг националности и с различна игрова сила.

## Ранен живот
Котов е роден в Тула, Русия, в голямо семейство от работническата класа. През 1939 г. се премества в Москва,. където учи инженерство и развива уменията си в сферата на шахмата.

## Шахматна кариера
Докато днес, най-вече е известен като автор на шахматна литература, Котов също има голям брой успехи като състезател. Едно от първите му най-добри постижения е второто му място в първенството на Съветския съюз през 1939 г., губейки от победителя Михаил Ботвиник в последния кръг. Този му резултат, донася на Котов гросмайсторско звание от СССР, с което той става третият съветски шахматист носител на това звание след Ботвиник и Григорий Левенфиш. Котов става шампион на Москва през 1941 г. През 1948 г. става шампион на СССР с Давид Бронщайн. Същата година печели турнира във Венеция пред Василий Смислов.
Международната федерация по шахмат го награждава със звание международен гросмайстор през 1951 г. По това време Котов вече заема високи позиции в Съветската шахматна федерация.
В първия турнир на претедентите от 1950 г. в Будапеща, постига резултат от 8,5 т. от 18 възможни. Класира се за събитието, след като завършва на четвърто място в междузоналния турнир от 1948 г. в Стокхолм, където спечелва 11,5/19 т.
Най-доброто му постижение е от междузолналния турнир през 1952 г., когато печели състезанието с 16,5/20 т., три чисти точки пред вторите Тигран Петросян и Марк Тайманов и без допусната загуба. В последвалия турнир на претедентите в Цюрих записва резултат от 14/28 т. и става единственият човек спечелил партия срещу победителя в турнира Василий Смислов.
Котов играе за Съветския съюз на шахматните олимпиади през 1952 и 1954 г., с принос за златните отборни медали от двете мероприятия. В двете състезания участва като втора резерва: в Хелзинки (1952) записва резултат от 2/3 т., а в Амстердам (1954) – 4/6 т. След 1960 г. участва само в турнири извън СССР. Един от успехите му през този период е поделеното първо място със Светозар Глигорич в Хейстингс през 1962 г., с половин точка пред Смислов.

## Автор
Котов е голям почитател на световния шампион Александър Алехин и написва детайлна четиритомова биографична серия от книги за живота и кариерата на сънародника му, която е публикувана между 1953 и 1958 г. Този труд значително допринася за реабилитарето на Алехин в Съветския съюз.
Неговата трилогия от книги „Мисли като гросмайстор“, „Играй като гросмайстор“ и „Тренирай като гросмайстор“ е широко известна. В първата книга от поредицата, авторът не се занимава със съвети, как трябва да се разположат фигурите на дъската или тактически мотиви, а с метода на мислене, който трябва да имате по време на игра. Съветът на Котов, да се предугаждат ходовете на противника и методично да се изследват, за да се построи „анализирано дърво“, е добре известен днес.
Котов също допринася в изготвянето на югославската поредица „Енциклопедия на дебютите“, която започва да се издава от 1974 г.
Важността и обхвата на писателската дейност на Котов, го нарежда сред най-великите автори на шахматна литература.

## Игрови стил
Котов развива остър стил на игра, не се страхува от усложнения на шахматната дъска, а напротив, участва в тях дори и когато играе срещу своите най-силни и именити съперници. Обича да играе затворени дебюти с белите фигури, и Сицилианска защита с черните.